# Purpendicular
Az 1996-ban megjelent Purpendicular a Deep Purple brit hard rock együttes 15. stúdióalbuma. (A cím szójáték a ’merőleges’ jelentésű perpendicular szóból, amellyel azonos a kiejtése.) Ez az első albumuk, melyen Steve Morse játszik, a Dixie Dregs volt gitárosa. A kritikák pozitívan fogadták az albumot az új, kísérletező hangvétele miatt (például Aviator c. szám). A Sometimes I Feel Like Screaming és a Ted the Mechanic az albumról rendre szerepel a koncerteken.

## Az album dalai
1. Vavoom: Ted the Mechanic – 4:16
2. Loosen My Strings – 5:57
3. Soon Forgotten – 4:47
4. Sometimes I Feel Like Screaming – 7:29
5. Cascades: I'm Not Your Lover – 4:43
6. The Aviator – 5:20
7. Rosa's Cantina – 5:10
8. A Castle Full of Rascals – 5:11
9. A Touch Away – 4:36
10. Hey Cisco – 5:53
11. Somebody Stole My Guitar – 4:09
12. The Purpendicular Waltz – 4:45
13. Don't Hold Your Breath – 4:39 (ráadás szám, csak a japán és amerikai kiadásokon)

## Közreműködők
- Ian Gillan – ének
- Steve Morse – gitár
- Jon Lord – billentyűk
- Roger Glover – basszusgitár
- Ian Paice – dob